# Arden (Nevada)
Arden é uma comunidade não incorporada no condado de Clark , estado do Nevada nos Estados Unidos. O seu código zip é 89118. Fica a aproximadamente 11 quilómetros a sudoeste  da cidade de Las Vegas , a área está experimentando rápido crescimento na construção de casas em solo antigamente pertencente ao Bureau of Land Management. 
Enterprise é outra comunidade incorporada nas proximidades; inclui a comunidade planeada/planejada de Mountain's Edge.

## História
A área tinha vários acidentes aéreos nas proximidades.
Em 16 de janeiro de 1942, um  TWA Flight 3, transportando a  atriz Carole Lombard e outros 21 passageiros foi contra uma montanha na área, não tendo  havido sobreviventes. Trabalhadores de uma mina das proximidades "Blue Diamond Mine" ajudaram a encontrar o avião sinistrado.Em 1958,  o voo da United Airlines Flight 736 colidiu com outro avião da  United States Air Force F-100 fighter, nas proximidades de Arden. Nenhum dos passageiros sobreviveu. Em 1964, outro avião Bonanza Air Lines Flight 114, embateu em terreno rugoso próximo de Arden, matando todos os 29 passageiros. 